# Kalvsviks landskommun
Kalvsviks landskommun var en tidigare kommun i Kronobergs län.

## Administrativ historik
Den 1 januari 1863 började kommunalförordningarna gälla och då inrättades cirka 2 500 kommuner (städer, köpingar och landskommuner), tillsammans täckande hela landets yta.
I Kalvsviks socken i Kinnevalds härad i Småland inrättades då denna kommun. Kommunreformen 1952 innebar att denna landskommun uppgick i Mellersta Kinnevalds landskommun, som 1971 uppgick i Växjö kommun.

## Politik

### Mandatfördelning i Kalvsviks landskommun 1946
| 4 | 5 | 1 | 10 |

| 20 |